# سئلوا
سئلوا (به اسپانیایی: Selva) یک منطقهٔ مسکونی در اسپانیا است که در استان خیرونا واقع شده‌است. سئلوا ۹۹۴٫۹ کیلومتر مربع مساحت دارد.